# Lista de objetos artificiais na Lua
Esta tabela mostra todos os objetos artificiais na superfície da Lua. Foram abandonados pelas naves espaciais após cumprirem a missão para a qual foram feitas. Essa lista não inclui objetos menores tais como os refletores, e tampouco diversos objetos comemorativos ou pessoais deixados pelos astronautas da Programa Apollo, tais como as esferas de golfe de Alan Shepard durante a Apollo 14, ou a estatueta deixada pela equipe da Apollo 15.
Cinco "terceiros estágios" dos foguetes do programa Apollo formam as partes mais pesadas. Enquanto os humanos deixaram mais de 179 toneladas de material na Lua, somente 382,32 kg de solo lunar retornaram à Terra nas missões Apollo (382 kg) e Luna (326 g).
Os únicos objetos na superfície da Lua que ainda permanecem em uso, são os Retrorrefletores para o Experimento Lunar Laser Ranging deixados lá pelos astronautas das missões Apollo: 11, 14 e 15, e que também existem nos rovers Lunokhod 1 e Lunokhod 2 do Programa Luna.

| Objeto artificial                           | Nacionalidade              | Ano de lançamento         | Massa (kg) | Localização                                                         |
| ------------------------------------------- | -------------------------- | ------------------------- | ---------- | ------------------------------------------------------------------- |
| Luna 2                                      | União Soviética            | 1959                      | 390.2      | 29,1, 0                                                             |
| Ranger 4                                    | Estados Unidos             | 1962                      | 331        | −15,5, −130,7                                                       |
| Ranger 6                                    | Estados Unidos             | 1964                      | 381        | 9,358, 21,48                                                        |
| Ranger 7                                    | Estados Unidos             | 1964                      | 365.7      | −10,63, −20,6                                                       |
| Luna 5                                      | União Soviética            | 1965                      | 1474       | 8, −23                                                              |
| Luna 7                                      | União Soviética            | 1965                      | 1504       | 9,8, −47,8                                                          |
| Luna 8                                      | União Soviética            | 1965                      | 1550       | 9,1, −63,3                                                          |
| Ranger 8                                    | Estados Unidos             | 1965                      | 367        | 2,638, 24,787                                                       |
| Ranger 9                                    | Estados Unidos             | 1965                      | 367        | −12,828, −2,387                                                     |
| Luna 9                                      | União Soviética            | 1966                      | 1580       | 7,08, −64,37                                                        |
| Luna 10                                     | União Soviética            | 1966                      | 1600       | ?                                                                   |
| Luna 11                                     | União Soviética            | 1966                      | 1640       | ?                                                                   |
| Luna 12                                     | União Soviética            | 1966                      | 1670       | ?                                                                   |
| Luna 13                                     | União Soviética            | 1966                      | 1700       | 18.87°N 63.05°W                                                     |
| Surveyor 1                                  | Estados Unidos             | 1966                      | 270        | −2,474, −43,339                                                     |
| Lunar Orbiter 1                             | Estados Unidos             | 1966                      | 386        | 6,7, 162                                                            |
| Surveyor 2                                  | Estados Unidos             | 1966                      | 292        | −5,5, −12                                                           |
| Lunar Orbiter 2                             | Estados Unidos             | 1966                      | 385        | 3, 119                                                              |
| Lunar Orbiter 3                             | Estados Unidos             | 1966                      | 386        | 14,3, −97,7                                                         |
| Surveyor 3                                  | Estados Unidos             | 1967                      | 281        | −3,015, −23,418                                                     |
| Lunar Orbiter 4                             | Estados Unidos             | 1967                      | 386        | ?                                                                   |
| Surveyor 4                                  | Estados Unidos             | 1967                      | 283        | 0,4, −1,33                                                          |
| Explorer 35 (IMP-E)                         | Estados Unidos             | 1967                      | 104.3      | ?                                                                   |
| Lunar Orbiter 5                             | Estados Unidos             | 1967                      | 386        | −3, −83                                                             |
| Surveyor 5                                  | Estados Unidos             | 1967                      | 281        | 1,461, 23,195                                                       |
| Surveyor 6                                  | Estados Unidos             | 1967                      | 282        | 0,49, −1,4                                                          |
| Surveyor 7                                  | Estados Unidos             | 1967                      | 290        | −40,86, −11,47                                                      |
| Luna 14                                     | União Soviética            | 1968                      | 1670       | ?                                                                   |
| Apollo 10 LM (Snoopy) módulo de descida     | Estados Unidos             | 1969                      | 2211       | ? (post-mission)                                                    |
| Luna 15                                     | União Soviética            | 1969                      | 2718       | ?                                                                   |
| Apollo 11 LM módulo de subida               | Estados Unidos             | 1969                      | 2184       | ?                                                                   |
| Apollo 11 LM (Eagle) módulo de descida      | Estados Unidos             | 1969                      | 2034       | 0,6741, 23,473                                                      |
| Apollo 12 LM módulo de subida               | Estados Unidos             | 1969                      | 2164       | −3,94, −21,2                                                        |
| Apollo 12 LM (Intrepid) módulo de descida   | Estados Unidos             | 1969                      | 2211       | −3,0124, −23,4216                                                   |
| Luna 16 estágio inferior                    | União Soviética            | 1970                      | < 5727     | −0,68, 56,3                                                         |
| Luna 17 e Lunokhod 1                        | União Soviética            | 1970                      | 5600       | 38,28, −35                                                          |
| Apollo 13 S-IVB (S-IVB-508)                 | Estados Unidos             | 1970                      | 13454      | −2,75, −27,86                                                       |
| Luna 18                                     | União Soviética            | 1971                      | 5600       | 3,57, 56,5                                                          |
| Luna 19 (1)                                 | União Soviética            | 1971                      | 5600       | ?                                                                   |
| Apollo 14 S-IVB (S-IVB-509)                 | Estados Unidos             | 1971                      | 14016      | −8,09, −26,02                                                       |
| Apollo 14 LM módulo de subida               | Estados Unidos             | 1971                      | 2132       | −3,42, −19,67                                                       |
| Apollo 14 LM (Antares) módulo de descida    | Estados Unidos             | 1971                      | 2144       | −3,6453, −17,4714                                                   |
| Apollo 15 S-IVB (S-IVB-510)                 | Estados Unidos             | 1971                      | 14036      | −1,51, −11,81                                                       |
| Apollo 15 LM módulo de subida               | Estados Unidos             | 1971                      | 2132       | −3,42, −19,67                                                       |
| Apollo 15 LM (Falcon) módulo de descida     | Estados Unidos             | 1971                      | 2809       | 26,1322, 3,6339                                                     |
| Apollo 15 Jipe Lunar                        | Estados Unidos             | 1971                      | 462        | 26,08, 3,66                                                         |
| Apollo 15 sub-satélite                      | Estados Unidos             | 1971                      | 36         | ?                                                                   |
| Luna 20 estágio inferior                    | União Soviética            | 1972                      | < 5727     | 3,57, 56,5                                                          |
| Apollo 16 S-IVB (S-IVB-511)                 | Estados Unidos             | 1972                      | 14002      | 1,3, −23,8                                                          |
| Apollo 16 LM módulo de subida               | Estados Unidos             | 1972                      | 2138       | ?                                                                   |
| Apollo 16 LM (Orion) módulo de descida      | Estados Unidos             | 1972                      | 2765       | −8,973, 15,5002                                                     |
| Apollo 16 sub-satélite                      | Estados Unidos             | 1972                      | 36         | ?                                                                   |
| Apollo 16 Jipe Lunar                        | Estados Unidos             | 1972                      | 462        | −8,97, 15,51                                                        |
| Apollo 17 S-IVB (S-IVB-512)                 | Estados Unidos             | 1972                      | 13960      | −4,21, −12,31                                                       |
| Apollo 17 LM módulo de subida               | Estados Unidos             | 1972                      | 2150       | 19.96°N 30.50°E                                                     |
| Apollo 17 LM (Challenger) módulo de descida | Estados Unidos             | 1972                      | 2798       | 20,1908, 30,7717                                                    |
| Apollo 17 Jipe Lunar                        | Estados Unidos             | 1972                      | 462        | 20,17, 30,77                                                        |
| Luna 21 e Lunokhod 2                        | União Soviética            | 1973                      | 4850       | 25,85, 30,45                                                        |
| Explorer 49 (RAE-B)                         | Estados Unidos             | 1973                      | 328        | ?                                                                   |
| Luna 22                                     | União Soviética            | 1974                      | 4000       | ?                                                                   |
| Luna 23                                     | União Soviética            | 1974                      | 5600       | ~12°N ~62°E                                                         |
| Luna 24 estágio inferior                    | União Soviética            | 1976                      | < 5800     | 12,75, 62,2                                                         |
| Hiten Orbiter (Hagoromo)                    | Japão                      | 1990                      | 12         | ?                                                                   |
| Hiten                                       | Japão                      | 1993                      | 143        | −34,3, 55,6                                                         |
| Lunar Prospector                            | Estados Unidos             | 1998                      | 126        | −87,7, 42,35                                                        |
| SMART-1                                     | Agência Espacial Europeia  | 2006                      | 307        | −34,24, −46,2                                                       |
| Moon Impact Probe (MIP) / Chandrayaan-1     | Índia                      | 2008                      | 35         | −89, −30                                                            |
| SELENE Rstar (Okina)                        | Japão                      | 2009                      | 53         | 28,213, −159,033                                                    |
| Chang'e 1                                   | República Popular da China | 2009                      | 2000       | −1,5, 52,36                                                         |
| Chandrayaan-1                               | Índia                      | 2009                      | 1,380      | ?                                                                   |
| SELENE (Kaguya) main orbiter                | Índia                      | 2009                      | 1984       | −65,5, 80,5                                                         |
| LCROSS Shepherding Spacecraft               | Estados Unidos             | 2009                      | 700        | −84,729, −49,36, -3,80909 km de elevação (cratera Cabeus)           |
| LCROSS Centaur                              | Estados Unidos             | 2009                      | 2270       | −84,675, −48,725, -3,82693 km de elevaçãoelevation (cratera Cabeus) |
| GRAIL                                       | Estados Unidos             | 2012                      | 132.6      | 75,62, −26,63                                                       |
| Chang'e 3 & Yutu                            | República Popular da China | 2013                      | 1200       | 44,12, −19,51                                                       |
| Massa total estimada (kg)                   | Massa total estimada (kg)  | Massa total estimada (kg) | 179.996    |                                                                     |

## Galeria
|  |  |  |
|  |  |  |